# بحيرة عدن (فلم)
بحيرة عدن (بالإنجليزية: Eden Lake) هو فيلم إثارة بريطاني من إنتاج عام 2008 وهو من بطولة كيلي ريلي، مايكل فاسبندر وجاك أوكونيل ومن إخراج جيمس واتكنز.

## روابط خارجية
- بحيرة عدن على موقع IMDb (الإنجليزية)
- بحيرة عدن على موقع ميتاكريتيك (الإنجليزية)
- بحيرة عدن على موقع روتن توميتوز (الإنجليزية)
- بحيرة عدن على موقع نتفليكس (الإنجليزية)
- بحيرة عدن على موقع ألو سيني (الفرنسية)
- بحيرة عدن على موقع Turner Classic Movies (الإنجليزية)
- بحيرة عدن على موقع أول موفي (الإنجليزية)
- بحيرة عدن على موقع بوكس أوفيس موجو (الإنجليزية)
- بحيرة عدن على موقع فيلمافينيتي (الإسبانية)
- بحيرة عدن على موقع قاعدة بيانات الأفلام السويدية (السويدية)